# Kazunori Sonobe
Kazunori Sonobe é um letrista e poeta japonês nascido em Iwaki, na prefeitura de Fukushima. Ele é mais conhecido por seu nome artístico Reo Rinozuka.

## História
Quando jovem, Sonobe enviou uma canção que o próprio compôs para Reiko Yukawa, que apresentava o programa de rádio "American Top 40". O contato fez com que o letrista fosse contratado por uma empresa de marketing para produção de comerciais. Um mês depois, conheceu um diretor que estava em busca, justamente, de um letrista. Sua primeira música deste encontro foi "DESIRE", do grupo Monta & Brothers. Desde então, nunca abandonou a profissão.
Escreveu muitas músicas compostas para animes, como "GET THE WORLD", de Bakusō Kyōdai Let's & Go WGP; "Kishin Douji Zenki", de Zenki; "Kenka no Ato de...", de Hana Yori Dango; "Tokimeki no Doukasen", de Fushigi Yûgi; e "Casshan ~Kaze no Bohyou~", de Casshan. No Brasil, é mais conhecido por seu trabalho nas trilhas sonoras de Os Cavaleiros do Zodíaco; Esquadrão Relâmpago Changeman; Comando Estelar Flashman; e Jaspion.
Também trabalhou para a NHK, fazendo músicas para programas infantis.
Gostaria de fazer letras para artistas como Ikimono-gakari, Noriyuki Makihara, Spitz, e Yuzu. Para escrever letras, se inspira em filmes, kabuki, bunraku e ópera.

Em 2014, publicou um livro com algumas de suas letras. Ele continha um CD com as mesmas. Outros livros foram lançados com seus trabalhos.